# Ecnomus ingibandi
Ecnomus ingibandi är en nattsländeart som beskrevs av Cartwright 1990. Ecnomus ingibandi ingår i släktet Ecnomus och familjen trattnattsländor. Inga underarter finns listade i Catalogue of Life.